# شهرستان جان‌گلدین
شهرستان جان‌گلدین (به قزاقی: Жангелдин ауданы، جانگەلدين اۋدانى) و یا شهرستان جان‌گلدی (به قزاقی: Жангелді ауданы، جانگەلدى اۋدانى) یک شهرستان در قزاقستان است که در استان قوستانای واقع شده‌است. شهرستان جان‌گلدین ۱۴٬۳۳۷ نفر جمعیت دارد.